# Conistra venata
Conistra venata là một loài bướm đêm trong họ Noctuidae.